# Oleg Wladislawowitsch Donzow
Oleg Wladislawowitsch Donzow (* 4. September 1990; russisch Олег Владиславович Донцов, englisch Oleg Dontsov, wissenschaftliche Transliteration Oleg Doncov) ist ein russischer Badmintonspieler, der im Parabadminton in den Startklassen STL2, SL4 und SU5 an den Start geht und bei Welt- und Europameisterschaften mehrere Bronzemedaillen errang.

## Karriere
Bei der Weltmeisterschaft 2011 in Guatemala-Stadt schied Donzow im Viertelfinale gegen den Spanier Juan Antonio Ramirez mit 15:21, 21:17, 12:21 aus. Im Doppel spielte er mit dem Hongkonger Chiu Pong Tsang und schied im Halbfinale gegen Kim Changman (Republik Korea) und Lang Yean Loi (Malaysia) mit 15:21, 12:21 aus. Donzow und Tsang errangen somit wie das japanische Duo Daisuke Fujihara/Yusuke Yamaguchi die Bronzemedaille.
Bei der Weltmeisterschaft 2013 in Dortmund schied Donzow im Achtelfinale mit einer 5:21,-8:21-Niederlage gegen den Inder Tarun Tarun aus. Im Doppel spielte er mit dem Dariusz Supeł, sie verloren beide Gruppenspiele – gegen Lucas Mazur (Frankreich)/Kiyoshi Ujiie (Japan) sowie das guatemaltekische Duo Raúl Anguiano/David Morales.
Bei der Europameisterschaft 2014 in Los Narejos schied Donzow im Viertelfinale gegen den Schweden Rickard Nilsson mit 18:21, 19:21 aus. Das Doppel bestritt er mit seinem Landsmann Pawel Seljuschkin, sie verloren in der Gruppenphase gegen die Türken Muammer Cankaya und Sedat Tuemkaya sowie das englisch-schottische Duo Daniel Lee/Colin Leslie.
Bei der Weltmeisterschaft 2015 in Aylesbury verlor Donzow in der Gruppenphase beide Spiele – gegen den Norweger Dan Ala Frojd und den Malaysier Bakri Omar. Im Doppel, das er mit seinem Landsmann Michail Tschiwiksin bestritt, gewannen sie gegen Aleksey Roman Kurstrin-Iversen (Norwegen) und David Purdie (Schottland) und schieden durch die Niederlage gegen Colin Kerouanton (Frankreich) und Tay Wei Ming (Singapur) somit in der ersten Runde aus.
Bei der Europameisterschaft 2016 in Beek schied Donzow wie zwei Jahre zuvor im Viertelfinale aus, dieses Mal mit 15:21, 21:16, 12:21 gegen den Engländer Antony Forster. Das Doppel bestritt er wie bei der Weltmeisterschaft im Jahr zuvor mit Michail Tschiwiksin. Sie schieden im Halbfinale gegen den Polen Bartłomiej Mróz und den Türken İlker Tuzcu aus und teilten sich die Bronzemedaille mit den Engländer James Binnie und dem Niederländer Mark Modderman. Erstmals startete Donzow im Mixed, mit seiner Landsfrau Natalja Jaremtschuk. Nach einem Sieg und zwei Niederlagen schieden sie in der Gruppenphase aus.
Bei der Weltmeisterschaft 2017 in Ulsan verlor Donzow im Sechzehntelfinale gegen den Inder Tarun Tarun mit 13:21, 17:21. Zuvor hatte er in der ersten Runde den Sri-Lanker Sanjeewa Perera Madduma Kaluge besiegt. Das Doppel bestritt er erstmals mit seinem Landsmann Pawel Kulikow, sie verloren in der Gruppenphase alle drei Spiele.
Bei der Europameisterschaft 2018 in Rodez schied Donzow gegen den Schweden Rickard Nilsson mit 16:21, 11:21 im Halbfinale aus. Im Alter von 27 Jahren und 188 Tagen errang er somit seine erste Einzel-Medaille bei einem Großereignis, die er mit dem Deutschen Tim Haller teilte. Im Doppel mit Pawel Kulikow schied er ebenfalls im Halbfinale aus – mit 11:21, 13:21 gegen die Franzosen Méril Loquette und Lucas Mazur. Diese Bronzemedaille ging zudem an den Russen Michail Tschiwiksin und den Spanier Pablo Serrano.
Bei der Weltmeisterschaft 2019 in Basel verlor Donzow im Achtelfinale wie zwei Jahre zuvor gegen den Inder Tarun Tarun, dieses Mal mit 8:21, 16:21. Das Doppel bestritt er erneut mit Pawel Kulikow, sie verloren wie bei der Weltmeisterschaft zuvor alle drei Spiele der Gruppenphase.
Sein bis dato letztes Spiel bestritt Donzow bei der IBERDROLA Spanish Para Badminton International 2022 unter neutraler Flagge. Dort schied er im Viertelfinale gegen den Inder Sukant Kadam mit 20:22, 14:21 aus. Im Doppel mit Kulikow gelang in der Gruppenphase ein Sieg, gegen die Peruaner Renzo Diquez Bances Morales und Pedro Pablo De Vinatea. Die beiden anderen Spiele gingen verloren.